# 北海道鉄道 (2代)
北海道鉄道株式会社（ほっかいどうてつどう）は、かつて存在した日本の鉄道事業者（私鉄）である。明治時代に存在した同名の私鉄（初代）北海道鉄道とは無関係である。
1918年（大正7年）の設立時は北海道鑛業鐵道株式会社（ほっかいどうこうぎょうてつどう）と称し、その名の如く、鵡川沿流から産出するクロム鉱や石炭、森林資源の開発を目的に設立された私鉄であったが、1924年（大正13年）に札幌延長を企図して社名を変更、札幌線を開業した。札幌線ではガソリンカーを使用してのフリークエントサービスを行なったことで知られる。
1929年（昭和4年）7月、王子製紙の重役だった足立正が社長に就任し、国有化されるまで経営を担当した。
1943年（昭和18年）、鉄道事業が戦時買収により国有化された。金山線沿線から産出する鉱産資源輸送が目的であったが、沼ノ端 - 苗穂間の札幌線を国有化して千歳線としたことは、後の北海道における鉄道輸送に大きなメリット（札幌中心の鉄道輸送網の確立や、函館 - 札幌間において勾配が少なく沿線人口も多いルートへの変更など）を生み出すことになり、南海鉄道山手線（旧・阪和電気鉄道。1944年に戦時買収され阪和線となる）と並んで戦時買収の最大の収穫であると評価されている。
鉄道事業のほか乗合バス事業を運営していたが、1943年に北海道中央乗合自動車（現・北海道中央バス）が設立された際に事業を譲渡した。

## 沿革
- 1918年（大正7年）

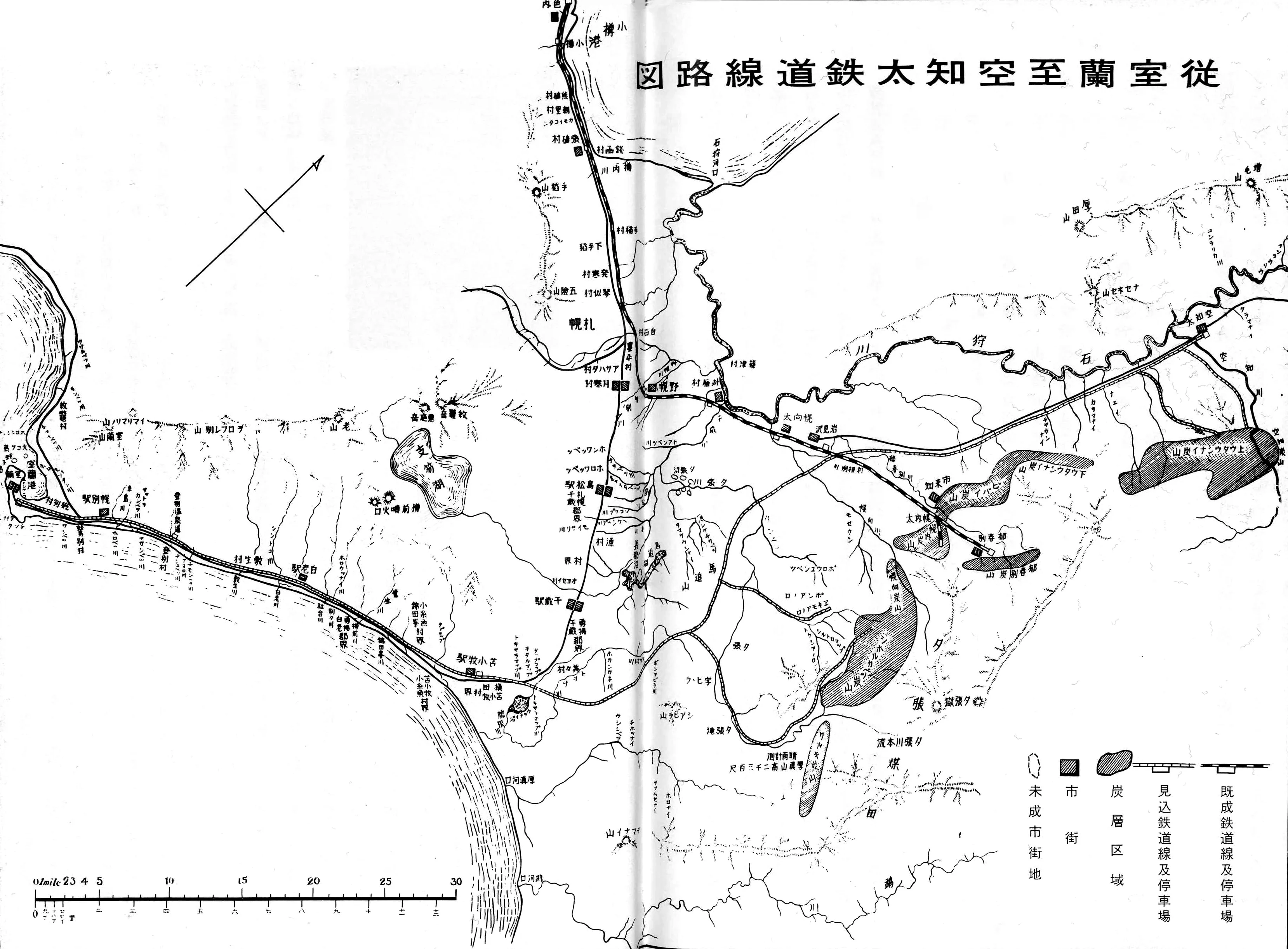
太線は北海道炭礦鉄道会社線。中央の細線は当社線。

  - 7月5日  : 金山鉄道に対し鉄道免許状下付（勇払郡安平村-空知郡南富良野村間、勇払郡穂別村地内）[3][6]。
  - 12月17日 : 北海道鑛業鐵道株式會社設立（本社東京市麹町区有楽町 社長楢崎平太郎[7]）[8][9]。
- 1920年（大正9年）8月3日 : 鉄道免許状下付（札幌区苗穂町-勇払郡苫小牧村間）[10]。
- 1922年（大正11年）
  - 2月18日 : 鉄道免許状下付（千歳郡千歳村-勇払郡安平村間）[11]。
  - 7月24日 : 金山線（後の富内線）沼ノ端 - 生鼈（いくべつ、後の旭岡）間が開業する[12][13]。
- 1923年（大正12年）
  - 6月12日 : 金山線生鼈 - 似湾（後の栄）間が延伸開業する。
  - 8月29日 : 鉄道免許状下付（勇払郡鵡川村 - 沙流郡佐瑠太村）[14]。
  - 11月11日 : 似湾 - 邊富内（へとない、後の富内）間の延伸開業により、金山線が全通する[15]。
- 1924年（大正13年）3月3日 : 社名を北海道鐵道株式會社に変更する。
- 1926年（大正15年）8月21日 : 札幌線（後の千歳線）沼ノ端 - 苗穂間が開業する[3][16]。
- 1929年（昭和4年）9月26日 : 鉄道免許失効（勇拂郡鵡川村-沙流郡佐瑠太村間指定ノ期限マテニ工事施工認可申請ヲ為ササルタメ）[17]。
- 1931年（昭和6年）
  - 6月9日 : 鉄道免許失効（勇拂郡穂別村地内 指定ノ期限マテニ工事施工認可申請ヲ為ササルタメ）[18]。
  - 7月29日 : 東札幌-苗穂間電化実施[9]。
- 1936年（昭和11年）10月5日：沿線で陸軍特別大演習が行われる。昭和天皇乗車のお召し列車が苗穂駅 - 恵庭駅間で往復運行[19]。
- 1937年（昭和12年）：乗合バス事業を開始[3][4][5]。
- 1943年（昭和18年）
  - 3月1日 : 北海道中央乘合自動車株式會社（現・北海道中央バス）の設立に伴い、乗合バス事業を譲渡[3][4][5]。
  - 8月1日 : 鉄道事業（金山線・札幌線）が戦時買収により国有化され[5]、富内線、千歳線となる[20]。

## 駅一覧
- 全駅北海道に所在[21]。
- 1937年（昭和12年）10月1日現在[21]。

| 路線     | 駅名             | 駅間 キロ | 営業 キロ | 接続路線         | 所在地   | 所在地   | 所在地   |
| -------- | ---------------- | --------- | --------- | ---------------- | -------- | -------- | -------- |
| 札 幌 線 | 苗穂駅           | -         | 0.0       | 鉄道省：函館本線 | 札幌市   | 札幌市   | 札幌市   |
| 札 幌 線 | 東札幌駅         | 3.1       | 3.1       | 定山渓鉄道       | 石 狩 国 | 札 幌 郡 | 白石村   |
| 札 幌 線 | 月寒駅           | 2.7       | 5.8       |                  | 石 狩 国 | 札 幌 郡 | 白石村   |
| 札 幌 線 | （貨）大谷地駅   | 3.1       | 8.9       |                  | 石 狩 国 | 札 幌 郡 | 白石村   |
| 札 幌 線 | 上野幌駅         | 3.5       | 12.4      |                  | 石 狩 国 | 札 幌 郡 | 白石村   |
| 札 幌 線 | 北広島駅         | 9.5       | 21.9      |                  | 石 狩 国 | 札 幌 郡 | 広島村   |
| 札 幌 線 | 島松駅           | 6.5       | 28.4      |                  | 胆 振 国 | 千 歳 郡 | 恵庭村   |
| 札 幌 線 | 恵庭駅           | 4.7       | 33.1      |                  | 胆 振 国 | 千 歳 郡 | 恵庭村   |
| 札 幌 線 | 千歳駅           | 8.1       | 41.2      |                  | 胆 振 国 | 千 歳 郡 | 千歳村   |
| 札 幌 線 | 美々駅           | 7.4       | 48.6      |                  | 胆 振 国 | 千 歳 郡 | 千歳村   |
| 札 幌 線 | （貨）植苗駅     | 7.5       | 56.1      |                  | 胆 振 国 | 勇 払 郡 | 苫小牧町 |
| ―        | 沼ノ端駅         | 6.5       | 62.6      | 鉄道省：室蘭本線 | 胆 振 国 | 勇 払 郡 | 苫小牧町 |
| 金 山 線 | （貨）北松田駅   | 4.8       | 67.4      |                  | 胆 振 国 | 勇 払 郡 | 苫小牧町 |
| 金 山 線 | （貨）ニナルカ駅 | 4.0       | 71.4      |                  | 胆 振 国 | 勇 払 郡 | 苫小牧町 |
| 金 山 線 | 上厚真駅         | 4.9       | 76.3      |                  | 胆 振 国 | 勇 払 郡 | 厚真村   |
| 金 山 線 | 入鹿別駅         | 6.0       | 82.3      |                  | 胆 振 国 | 勇 払 郡 | 厚真村   |
| 金 山 線 | 上鵡川駅         | 4.4       | 86.7      |                  | 胆 振 国 | 勇 払 郡 | 鵡川村   |
| 金 山 線 | 萠別駅           | 4.1       | 90.8      |                  | 胆 振 国 | 勇 払 郡 | 鵡川村   |
| 金 山 線 | 芭呂沢駅         | 5.3       | 96.1      |                  | 胆 振 国 | 勇 払 郡 | 鵡川村   |
| 金 山 線 | 生鼈駅           | 2.8       | 98.9      |                  | 胆 振 国 | 勇 払 郡 | 鵡川村   |
| 金 山 線 | 似湾駅           | 6.6       | 105.5     |                  | 胆 振 国 | 勇 払 郡 | 穂別村   |
| 金 山 線 | 杵臼駅           | 8.6       | 114.1     |                  | 胆 振 国 | 勇 払 郡 | 穂別村   |
| 金 山 線 | 穂別駅           | 6.3       | 120.4     |                  | 胆 振 国 | 勇 払 郡 | 穂別村   |
| 金 山 線 | （貨）深牛駅     | 5.1       | 125.5     |                  | 胆 振 国 | 勇 払 郡 | 穂別村   |
| 金 山 線 | 辺富内駅         | 3.1       | 128.6     |                  | 胆 振 国 | 勇 払 郡 | 穂別村   |

## 輸送・収支実績
| 年度 | 乗客（人） | 貨物量 （トン） | 営業収入（円） | 営業費（円） | 益金（円） | その他益金（円） | その他損金（円）                           | 支払利子（円） | 政府補助金（円） | 道庁補助金（円） |
| ---- | ---------- | --------------- | -------------- | ------------ | ---------- | ---------------- | ------------------------------------------ | -------------- | ---------------- | ---------------- |
| 1922 | 16,399     | 15,601          | 37,358         | 36,272       | 1,086      |                  |                                            |                |                  |                  |
| 1923 | 81,271     | 60,243          | 176,995        | 148,121      | 28,874     |                  | 22,952                                     | 52,877         | 141,894          | 54,965           |
| 1924 | 115,802    | 104,676         | 356,176        | 279,530      | 76,646     |                  | 雑損金196 拓殖補助返納8,777                | 74,685         | 90,422           | 23,065           |
| 1925 | 111,717    | 119,280         | 359,946        | 215,679      | 144,267    |                  |                                            | 97,812         | 139,063          | 73,255           |
| 1926 | 207,021    | 108,372         | 425,448        | 393,572      | 31,876     |                  | 拓殖補助返納7,180                          | 223,423        | 174,593          | 57,956           |
| 1927 | 352,415    | 167,345         | 679,330        | 655,915      | 23,415     | 建設利息100,599  | 雑損1,026                                  | 397,675        | 221,684          | 253,003          |
| 1928 | 371,849    | 182,346         | 713,271        | 559,389      | 153,882    |                  | 雑損485                                    | 363,590        | 362,502          | 133,869          |
| 1929 | 338,568    | 173,633         | 672,264        | 579,138      | 93,126     |                  | 雑損4,289                                  | 369,284        | 368,597          | 164,127          |
| 1930 | 299,131    | 153,708         | 597,149        | 446,800      | 150,349    |                  | 雑損121,368                                | 310,368        | 387,765          | 92,438           |
| 1931 | 246,407    | 122,899         | 455,539        | 428,864      | 26,675     |                  | 雑損7,353 償却金73,339                     | 304,089        | 345,136          | 232,718          |
| 1932 | 225,416    | 106,588         | 406,750        | 418,001      | ▲ 11,251   |                  | 雑損償却金60,562                           | 302,600        | 296,276          | 314,682          |
| 1933 | 249,612    | 105,063         | 415,817        | 442,895      | ▲ 27,078   |                  | 雑損5,575                                  | 292,435        | 247,758          | 329,396          |
| 1934 | 272,444    | 125,686         | 491,390        | 456,938      | 34,452     |                  | 雑損8,386                                  | 228,116        | 174,232          | 364,926          |
| 1935 | 288,483    | 110,350         | 471,176        | 467,637      | 3,539      |                  | 雑損4,906自動車97                          | 201,058        | 185,668          | 375,061          |
| 1936 | 329,679    | 119,815         | 512,196        | 554,508      | ▲ 42,312   | 御下賜金2,000    | 雑損4,011 自動車1,676                      | 174,107        | 121,583          | 435,808          |
| 1937 | 369,809    | 121,788         | 560,506        | 497,978      | 62,528     |                  | 雑損8,697 自動車1,392 道庁補助金返納52,558 | 145,962        | 179,717          | 263,337          |
| 1939 | 651,122    | 174,789         |                |              |            |                  |                                            |                |                  |                  |
| 1941 | 966,819    | 240,025         |                |              |            |                  |                                            |                |                  |                  |

- 鉄道院鉄道統計資料、鉄道省鉄道統計資料、鉄道統計資料、鉄道統計各年度版

## 鉄道車両

### 蒸気機関車
- 1 : 1921年、米ボールドウィン社製の38t車軸配置2-6-2(1C1)形タンク機関車。買収後3025形3025。
- 2 : 1921年、米ボールドウィン社製の29t車軸配置2-6-2(1C1)形タンク機関車。製造番号は54836。1940年3月除籍。同年6月、大蔵省専売局磐田工場（後の日本専売公社名古屋地方局浜松工場）に譲渡。1955年10月廃車、1959年解体。
- 3, 4 : 1922年、米ボールドウィン社製の30t車軸配置0-6-0(C)形タンク機関車。買収後1310形1310, 1311。
- 5, 6 : 1925年、独コッペル社製の42t車軸配置2-6-2(1C1)形タンク機関車。買収後3045形3045, 3046。
- 7 - 9 : 1925年、米ボールドウィン社製の40t車軸配置2-6-0(1C)形テンダー機関車。買収後7200形（第2種）7225 - 7227。
- 無番号 : 1920年、米H. K. ポーター社製14t車軸配置0-6-0(C)形タンク機関車。製造番号は6563。建設用の無車籍車である。統計資料によると開業時より1942年（昭和17年）度まで所有していたとみられる[22]。

### 気動車（ガソリンカー）
- キハ500形(501, 502) : 1935年、日本車輌製造東京支店製。買収後キハ40351, 40352
- キハ550形(550 - 555) : 1936年 - 1940年、日本車輌製造東京支店製。買収後キハ40360 - 40365

### 客車
1922年の開業時に木製二軸客車6両（二等車2両、三等車4両）を鉄道省より払下げられた。当初は鉄道省時代の番号をそのまま使用していたが、1927年12月9日付けで社番を付与された。
- ロ1, ロ2　： 元鉄道省ロ796, ロ797[23]で、中央通路式のロングシート車。窓配置はO10O。前歴は山陽鉄道2270, 2271。客車略図ではドイツヴァンデルチーベン製とされている[23]が、小熊は福岡鉄工所と推定している。国有化によりロ1は省籍に復帰（同番）したが、ロ2は直前の1943年6月18日付けで廃車となっている。
- フハ1, フハ2 ： 元鉄道院フハ2460, フハ2462[24]で、中央通路式。窓配置はO13O。前歴は讃岐鉄道→山陽鉄道2460, 2462。1931年11月に改造（車体新造）され、ハ15, ハ16となった。
- ハ10 ： 元鉄道省ハ2192[25]。区分式で、窓配置は1D2D5D2D1。1931年11月に改造（車体新造）されハ17となった。
- ハ20 ： 元鉄道省ハ2545[26]。中央通路式で、窓配置はO11O。1931年11月に改造（車体新造）されハ18となった。

- ハ15 - ハ18 ： 1931年11月日本車輌製造東京支店でにフハ1, フハ2, ハ10, ハ20を改造（車体新造）したもの。屋根は丸屋根で、窓配置はD333D。国有化後ハ1165 - ハ1168となる。

1924年11月26日に木製二軸客車4両（二三等車（手用制動機付）2両、三等車2両）を鉄道省より払下げられる。1942年3月に日曹炭鉱天塩砿業所専用鉄道に譲渡された。
- フロハ1, フロハ2 ： 元鉄道省フロハ926, フロハ927[27]窓配置は1D2D4D2D1の区分式。前歴は1889年神戸工場製の鉄道作業局ホ7, ホ8。
- ハ1, ハ2 ： 元鉄道省ハ2039, ハ2044[28]。窓配置は1D2D2D2D2D1の区分式。前歴は1882年神戸工場製の鉄道作業局ハ71, ハ76。

札幌線の開通に際し1926年6月に日本車輌製造東京支店で新造された木製ボギー客車。鉄道省中型客車（鉄道院基本形客車）に準じた車体であった。
- ホロハ1 - ホロハ3 ： 二等室はロングシート、三等室はボックスシートで、定員72名（二等20、三等52）。窓配置はD22211331D。便所は装備するが洗面所はない。国有化後ナロハ11346 - ナロハ11348。
- フホハ1 - フホハ4 ： ボックスシートで定員80名。窓配置はD133333D。国有化後ナハ12361 - ナハ12364。

### 貨車
- ワム1形（ワム1-9） - 1922年（大正11年）および1926年（大正15年）日本車輌製造製。買収後ワム1形（ワム1742 - ワム1750）。

### 車両数の推移
| 年度      | 蒸気機関車 | ガソリンカー | 客車 | 貨車 | 貨車 |
| 年度      | 蒸気機関車 | ガソリンカー | 客車 | 有蓋 | 無蓋 |
| --------- | ---------- | ------------ | ---- | ---- | ---- |
| 1922      | 5          |              | 8    | 10   | 39   |
| 1923-1924 | 5          |              | 6    | 10   | 59   |
| 1925      | 5          |              | 10   | 10   | 84   |
| 1926-1927 | 10         |              | 17   | 21   | 91   |
| 1928-1934 | 10         |              | 17   | 26   | 91   |
| 1935      | 10         | 2            | 17   | 26   | 90   |
| 1936      | 10         | 3            | 17   | 26   | 90   |
| 1937      | 10         | 5            | 17   | 26   | 90   |

## バス事業
支笏湖の観光客と千歳川第四発電所の居住者のため、1937年（昭和12年）に千歳駅前 - 支笏湖間 (25 km)とウサクマイ - 第四発電所間 (3.2 km)の免許を受けてバス事業を開始した。車両はシボレー4台であった。1942年（昭和17年）10月12日に発表された北海道における旅客自動車運輸事業統合要綱（いわゆる戦時統合）により、バス事業を1943年（昭和18年）3月1日付で北海道中央乗合自動車（現・北海道中央バス）へ譲渡した。
千歳 - 支笏湖間は2012年（平成24年）現在も北海道中央バス（千歳営業所）によって運行されている。